# Cosenza Calcio 2020-2021
Questa voce raccoglie le informazioni riguardanti il Cosenza Calcio nelle competizioni ufficiali della stagione 2020-2021.

## Stagione
La stagione 2020-2021 è stata per il Cosenza la 22ª partecipazione alla seconda serie del Campionato italiano di calcio.
In Coppa Italia, i rossoblù di Roberto Occhiuzzi dopo aver superato l'Alessandria ai calci di rigore e battuto in casa il Monopoli, viene eliminato nel quarto turno eliminatorio dal Parma, venendo sconfitto (2-1).
L'11 aprile 2021 viene a mancare l'ex presidente rossoblù, l'avvocato Giuseppe Carratelli.
Il 10 maggio 2021 perde (2-0) contro il Pordenone all'ultima giornata di campionato, chiudendo al diciassettesimo posto in classifica ma, in virtù del distacco superiore a 5 punti dalla sedicesima posizione occupata proprio dai Ramarri del Noncello, perdono la possibilità di disputare i Play-out retrocedendo direttamente in Serie C dopo 3 stagioni dalla promozione. Un mese dopo la retrocessione subita sul campo arriva la notizia del richiamo in Serie B per la prossima stagione, grazie al prezioso quart'ultimo occupato, a causa dei gravi problemi finanziari, che impediscono al Chievo Verona di iscriversi per il prossimo torneo cadetto.

## Divise e sponsor
Per la stagione 2020-2021 è stato confermato come sponsor tecnico Legea, come Main Sponsor ufficiale 4.0 e come top sleeve sponsor "La Valle" sulla manica sinistra.
Dalla 1ª alla 7ª giornata vengono utilizzate le divise della stagione 2019-2020 e sotto lo sleeve sponsor è stata applicata una patch per celebrare la salvezza della stagione precedente, con sfondo blu e la dicitura in bianco SemBrava impossiBile, con le due parole unite da una B maiuscola in colore rosso.
| Casa | Trasferta | Terza |

Il 17 novembre vengono presentate le nuove divise per la stagione 2020/2021, venendo impiegate per la prima volta dalla gara esterna vinta contro il Frosinone. Il 26 gennaio 2021 viene ufficializzato come nuovo Top Sponsor anteriore Carlomagno, concessionaria calabrese del gruppo FCA.

## Organigramma societario
Area direttiva
- Presidente: Eugenio Guarascio

Area sanitaria
- Responsabile: Nino Avventuriera
- Medici sociali: Sergio Caira
- Massaggiatori: Ercole Donato

Area organizzativa
- Segretario generale: Andrea De Poli
- Team manager: Kevin Marulla

Area comunicazione
- Responsabile: Gianluca Pasqua
- Ufficio stampa: Daniele Cianflone

Area marketing
- Ufficio marketing: Simona Di Carlo

Area tecnica
- Direttore sportivo: Stefano Trinchera
- Allenatore: Roberto Occhiuzzi
- Allenatore in seconda: Ivan Moschella
- Collaboratore tecnico: Luigi Carnevale, Pierantonio Tortelli
- Preparatore atletico: Luigi Pincente
- Preparatore dei portieri: Antonio Fischetti
- Riabilitatore: Domenico Fischetta

## Rosa
Aggiornata al 1º febbraio 2021.
| N. |                      | Ruolo | Calciatore              |
| -- | -------------------- | ----- | ----------------------- |
| 1  | Croazia (bandiera)   | P     | Kristjan Matoševič      |
| 2  | Italia (bandiera)    | D     | Angelo Corsi (capitano) |
| 3  | Italia (bandiera)    | C     | Alberto Gerbo           |
| 4  | Italia (bandiera)    | D     | Andrea Tiritiello       |
| 5  | Italia (bandiera)    | D     | Riccardo Idda           |
| 6  | Francia (bandiera)   | A     | Mohamed Bahlouli        |
| 7  | Uruguay (bandiera)   | A     | Jaime Báez              |
| 9  | Italia (bandiera)    | A     | Gianluca Litteri        |
| 9  | Romania (bandiera)   | A     | Adrian Petre            |
| 9  | Nigeria (bandiera)   | A     | Jeremy Mbakogu          |
| 10 | Italia (bandiera)    | A     | Mirko Carretta          |
| 11 | Francia (bandiera)   | A     | Ihsan Sacko             |
| 12 | Italia (bandiera)    | P     | Pavel Patitucci         |
| 13 | Italia (bandiera)    | D     | Devid Bouah             |
| 14 | Italia (bandiera)    | D     | Raffaele Schiavi        |
| 16 | Italia (bandiera)    | C     | Daniele Sciaudone       |
| 17 | Francia (bandiera)   | C     | Abou Ba                 |
| 18 | Italia (bandiera)    | D     | Matteo Legittimo        |
| 19 | Venezuela (bandiera) | D     | Brayan Vera             |

| N. |                            | Ruolo | Calciatore                 |
| -- | -------------------------- | ----- | -------------------------- |
| 20 | Italia (bandiera)          | A     | Gennaro Borrelli           |
| 21 | Italia (bandiera)          | C     | Mirko Bruccini             |
| 21 | Italia (bandiera)          | C     | Luca Tremolada             |
| 22 | Italia (bandiera)          | P     | Umberto Saracco            |
| 23 | Italia (bandiera)          | A     | Ettore Gliozzi             |
| 25 | Costa d'Avorio (bandiera)  | C     | Ben Lhassine Kone          |
| 26 | Italia (bandiera)          | C     | Luca Crecco                |
| 27 | Italia (bandiera)          | D     | Luca Bittante              |
| 28 | Italia (bandiera)          | D     | Gianmarco Ingrosso         |
| 29 | Italia (bandiera)          | A     | Marcello Trotta            |
| 30 | Italia (bandiera)          | P     | Wladimiro Falcone          |
| 32 | Italia (bandiera)          | C     | Raffaele Maresca           |
| 33 | Italia (bandiera)          | D     | Salvatore Dario La Vardera |
| 35 | Italia (bandiera)          | D     | Paolo Ficara               |
| 36 | Italia (bandiera)          | C     | Mario Gaudio               |
| 42 | Grecia (bandiera)          | D     | Geōrgios Antzoulas         |
| 79 | Rep. Dominicana (bandiera) | A     | Gianluigi Sueva            |
| 88 | Italia (bandiera)          | C     | Davide Petrucci            |

## Calciomercato

### Sessione estiva(dall'1/09 al 5/10)
| Acquisti | Acquisti                 | Acquisti           | Acquisti                                           |
| R.       | Nome                     | da                 | Modalità                                           |
| -------- | ------------------------ | ------------------ | -------------------------------------------------- |
| P        | Wladimiro Falcone        | Sampdoria          | prestito con diritto di riscatto                   |
| P        | Kristjan Matoševič       | Triestina          | definitivo                                         |
| D        | Devid Bouah              | Roma               | prestito                                           |
| D        | Mario Greco              | Castrovillari      | fine prestito                                      |
| D        | Gianmarco Ingrosso       | Pisa               | prestito                                           |
| D        | Andrea Tiritiello        | Virtus Francavilla | fine prestito                                      |
| D        | Brayan Vera              | Lecce              | prestito                                           |
| C        | Abou-Malal Ba            | Nantes             | prestito con diritto di riscatto                   |
| C        | Andrea Ferrigno          | Vis Artena         | fine prestito                                      |
| C        | Ben Lhassine Kone        | Torino             | rinnovo prestito                                   |
| C        | Davide Petrucci          | Ascoli             | definitivo                                         |
| C        | Ihsan Sacko              | Nizza              | prestito                                           |
| A        | Mohamed Bahlouli         | Sampdoria          | prestito con diritto di riscatto e contro-riscatto |
| A        | Gennaro Borrelli         | Pescara            | prestito con diritto di riscatto                   |
| A        | Ettore Gliozzi           | Monza              | prestito                                           |
| A        | Adrian Petre             | FCSB               | prestito con diritto di riscatto                   |
| A        | Eugenio Licciardello     | Messina            | fine prestito                                      |
| A        | Gianluca Litteri         | Padova             | fine prestito                                      |
| A        | Riccardo Moreo           | Monopoli           | fine prestito                                      |
| A        | Octavian Catalin Nicolau | Verona             | riscattato                                         |

| Cessioni | Cessioni         | Cessioni      | Cessioni                         |
| R.       | Nome             | a             | Modalità                         |
| -------- | ---------------- | ------------- | -------------------------------- |
| D        | Giovanni Aceto   | Torino        | prestito con diritto di riscatto |
| D        | Giovanni Caiazzo | Savoia        | rinnovo prestito                 |
| D        | Tiago Casasola   | Lazio         | fine prestito                    |
| D        | Francesco Folino | Empoli        | fine prestito                    |
| D        | Achraf Lazaar    | Newcastle Utd | fine prestito                    |
| D        | Salvatore Monaco | Perugia       | fine prestito                    |
| D        | Rafail Parlikov  | Slavia Sofia  | fine prestito                    |
| C        | Franck Kanouté   | Pescara       | fine prestito                    |
| C        | Zinédine Machach | Napoli        | fine prestito                    |
| C        | Raffaele Munno   | Fiorentina    | fine prestito                    |
| C        | Mario Prezioso   | Napoli        | fine prestito                    |
| A        | Raúl Asencio     | Genoa         | fine prestito                    |
| A        | Gianluca Litteri | Triestina     | definitivo                       |
| A        | Riccardo Moreo   | Lucchese      | prestito                         |
| A        | Nicholas Pierini | Sassuolo      | fine prestito                    |
| A        | Emmanuel Rivière | Crotone       | svincolato                       |

### Sessione invernale(dal 4/01 all'1/02)
| Acquisti | Acquisti              | Acquisti         | Acquisti      |
| R.       | Nome                  | da               | Modalità      |
| -------- | --------------------- | ---------------- | ------------- |
| D        | Geōrgios Antzoulas    | Asteras Tripolīs | prestito      |
| D        | Samuele Pascali       | Pescara          | prestito      |
| C        | Luca Crecco           | Pescara          | prestito      |
| C        | Alberto Gerbo         | Ascoli           | definitivo    |
| C        | Pietro Jr. Santapaola | FC Messina       | definitivo    |
| C        | Luca Tremolada        | Pordenone        | prestito      |
| A        | Jeremy Mbakogu        |                  | svincolato    |
| A        | Riccardo Moreo        | Lucchese         | fine prestito |
| A        | Marcello Trotta       | Frosinone        | prestito      |

| Cessioni | Cessioni                   | Cessioni    | Cessioni      |
| R.       | Nome                       | a           | Modalità      |
| -------- | -------------------------- | ----------- | ------------- |
| D        | Salvatore Dario La Vardera | Acireale    | prestito      |
| C        | Mirko Bruccini             | Alessandria | definitivo    |
| C        | Raffaele Maresca           | Bologna     | prestito      |
| A        | Jaime Báez                 | Cremonese   | definitivo    |
| A        | Gennaro Borrelli           | Pescara     | fine prestito |
| A        | Riccardo Moreo             | Novara      | prestito      |

### Operazioni esterne(dal 2/02 al 30/06)
| Acquisti | Acquisti | Acquisti | Acquisti |
| R.       | Nome     | da       | Modalità |
| -------- | -------- | -------- | -------- |

| Cessioni | Cessioni     | Cessioni      | Cessioni      |
| R.       | Nome         | a             | Modalità      |
| -------- | ------------ | ------------- | ------------- |
| A        | Adrian Petre | FCSB/UTA Arad | fine prestito |

## Risultati

### Coppa Italia

#### Turni eliminatori
| Arbitro: | Pezzuto (Lecce) |

|                    |                      |                                          |
| Carretta Idda Kone | Tiri di rigore 3 – 1 | Casarini Arrighini Castellano Di Quinzio |

| Arbitro: | Marotta (Sapri) |

|                       |           |                 |
| Petrucci 15’ Kone 84’ | Marcatori | 69’ (aut.) Idda |

| Arbitro: | Camplone (Pescara) |

|                   |           |           |
| Brunetta 13’, 39’ | Marcatori | 38’ Corsi |

## Statistiche

### Statistiche di squadra
Statistiche aggiornate al 10 maggio 2021
| Competizione | Punti        | In casa | In casa | In casa | In casa | In casa | In casa | In trasferta | In trasferta | In trasferta | In trasferta | In trasferta | In trasferta | Totale | Totale | Totale | Totale | Totale | Totale | DR  |
| Competizione | Punti        | G       | V       | N       | P       | Gf      | Gs      | G            | V            | N            | P            | Gf           | Gs           | G      | V      | N      | P      | Gf     | Gs     | DR  |
| ------------ | ------------ | ------- | ------- | ------- | ------- | ------- | ------- | ------------ | ------------ | ------------ | ------------ | ------------ | ------------ | ------ | ------ | ------ | ------ | ------ | ------ | --- |
| Serie B      | 35           | 19      | 3       | 9       | 7       | 15      | 20      | 19           | 3            | 8            | 8            | 14           | 27           | 38     | 6      | 17     | 15     | 29     | 47     | -18 |
| Coppa Italia | Quarto turno | 2       | 1       | 1       | 0       | 2       | 1       | 1            | 0            | 0            | 1            | 1            | 2            | 3      | 1      | 1      | 1      | 3      | 3      | 0   |
| Totale       | 35           | 21      | 4       | 10      | 7       | 17      | 21      | 20           | 3            | 8            | 9            | 15           | 29           | 41     | 7      | 19     | 15     | 32     | 50     | -18 |

### Andamento in campionato
| Giornata  | 1 | 2  | 3  | 4  | 5  | 6  | 7  | 8  | 9  | 10 | 11 | 12 | 13 | 14 | 15 | 16 | 17 | 18 | 19 | 20 | 21 | 22 | 23 | 24 | 25 | 26 | 27 | 28 | 29 | 30 | 31 | 32 | 33 | 34 | 35 | 36 | 37 | 38 |
| --------- | - | -- | -- | -- | -- | -- | -- | -- | -- | -- | -- | -- | -- | -- | -- | -- | -- | -- | -- | -- | -- | -- | -- | -- | -- | -- | -- | -- | -- | -- | -- | -- | -- | -- | -- | -- | -- | -- |
| Luogo     | C | T  | C  | T  | C  | T  | C  | T  | C  | T  | C  | T  | T  | C  | C  | T  | C  | T  | C  | T  | C  | T  | C  | T  | C  | T  | C  | T  | C  | T  | C  | C  | T  | T  | C  | T  | C  | T  |
| Risultato | N | N  | N  | N  | N  | P  | P  | V  | P  | N  | P  | V  | P  | N  | N  | N  | P  | N  | N  | V  | N  | N  | N  | P  | V  | P  | P  | N  | N  | N  | V  | P  | P  | P  | V  | P  | P  | P  |
| Posizione | 8 | 10 | 13 | 10 | 10 | 13 | 15 | 12 | 13 | 16 | 16 | 14 | 15 | 16 | 17 | 17 | 18 | 17 | 18 | 15 | 17 | 16 | 17 | 17 | 17 | 17 | 17 | 17 | 17 | 16 | 16 | 16 | 17 | 17 | 17 | 17 | 17 | 17 |

Fonte:  Serie B 2020/2021, su calcio.com.
Legenda:

Luogo: C = Casa; T = Trasferta. Risultato: V = Vittoria; N = Pareggio; P = Sconfitta.

### Statistiche dei giocatori
I giocatori in corsivo sono stati ceduti a stagione in corso.
| Giocatore       | Serie B  | Serie B | Serie B     | Serie B    | Coppa Italia | Coppa Italia | Coppa Italia | Coppa Italia | Totale   | Totale | Totale      | Totale     |
| Giocatore       | Presenze | Reti    | Ammonizioni | Espulsioni | Presenze     | Reti         | Ammonizioni  | Espulsioni   | Presenze | Reti   | Ammonizioni | Espulsioni |
| --------------- | -------- | ------- | ----------- | ---------- | ------------ | ------------ | ------------ | ------------ | -------- | ------ | ----------- | ---------- |
| G. Antzoulas    | 5        | 0       | 1           | 0          | 0            | 0            | 0            | 0            | 5        | 0      | 1           | 0          |
| A. Ba           | 17       | 0       | 4           | 1          | 1            | 0            | 0            | 0            | 18       | 0      | 4           | 1          |
| J. Báez         | 18       | 1       | 2           | 0          | 2            | 0            | 0            | 0            | 20       | 1      | 2           | 0          |
| M. Bahlouli     | 24       | 2       | 2           | 0          | 3            | 0            | 0            | 0            | 27       | 2      | 2           | 0          |
| L. Bittante     | 18       | 1       | 4           | 1          | 2            | 0            | 0            | 0            | 20       | 1      | 4           | 1          |
| G. Borrelli     | 2        | 0       | 1           | 0          | 1            | 0            | 0            | 0            | 3        | 0      | 1           | 0          |
| D. Bouah        | 11       | 0       | 0           | 0          | 2            | 0            | 0            | 0            | 13       | 0      | 0           | 0          |
| M. Bruccini     | 11       | 0       | 4           | 0          | 2            | 0            | 0            | 0            | 13       | 0      | 4           | 0          |
| M. Carretta     | 34       | 5       | 3           | 0          | 1            | 0            | 0            | 0            | 35       | 5      | 3           | 0          |
| A. Corsi        | 33       | 1       | 7           | 2          | 3            | 1            | 1            | 0            | 36       | 2      | 8           | 2          |
| L. Crecco       | 16       | 1       | 2           | 0          | 0            | 0            | 0            | 0            | 16       | 1      | 2           | 0          |
| W. Falcone      | 36       | -43     | 1           | 0          | 2            | -2           | 0            | 0            | 38       | -45    | 1           | 0          |
| A. Gerbo        | 11       | 0       | 3           | 0          | 0            | 0            | 0            | 0            | 11       | 0      | 3           | 0          |
| E. Gliozzi      | 30       | 7       | 0           | 0          | 0            | 0            | 0            | 0            | 30       | 7      | 0           | 0          |
| M. Greco        | 0        | 0       | 0           | 0          | 0            | 0            | 0            | 0            | 0        | 0      | 0           | 0          |
| R. Idda         | 30       | 0       | 8           | 0          | 3            | 0            | 0            | 0            | 33       | 0      | 8           | 0          |
| G. Ingrosso     | 26       | 0       | 4           | 1          | 1            | 0            | 0            | 0            | 27       | 0      | 4           | 1          |
| B.L. Kone       | 26       | 1       | 4           | 1          | 3            | 1            | 1            | 0            | 29       | 2      | 5           | 1          |
| S. La Vardera   | 0        | 0       | 0           | 0          | 1            | 0            | 0            | 0            | 1        | 0      | 0           | 0          |
| M. Legittimo    | 35       | 0       | 5           | 0          | 1            | 0            | 0            | 0            | 36       | 0      | 5           | 0          |
| E. Licciardello | 0        | 0       | 0           | 0          | 0            | 0            | 0            | 0            | 0        | 0      | 0           | 0          |
| G. Litteri      | 2        | 0       | 1           | 0          | 0            | 0            | 0            | 0            | 2        | 0      | 1           | 0          |
| R. Maresca      | 0        | 0       | 0           | 0          | 1            | 0            | 0            | 0            | 1        | 0      | 0           | 0          |
| K. Matoševič    | 0        | 0       | 0           | 0          | 0            | 0            | 0            | 0            | 0        | 0      | 0           | 0          |
| J. Mbakogu      | 6        | 0       | 0           | 0          | 0            | 0            | 0            | 0            | 6        | 0      | 0           | 0          |
| A. Petre        | 7        | 0       | 1           | 0          | 2            | 0            | 0            | 0            | 9        | 0      | 1           | 0          |
| D. Petrucci     | 23       | 0       | 6           | 1          | 1            | 1            | 0            | 0            | 24       | 1      | 6           | 1          |
| I. Sacko        | 18       | 0       | 2           | 0          | 3            | 0            | 0            | 0            | 21       | 0      | 2           | 0          |
| U. Saracco      | 2        | -4      | 0           | 0          | 1            | -1           | 0            | 0            | 3        | -5     | 0           | 0          |
| R. Schiavi      | 6        | 0       | 1           | 0          | 2            | 0            | 1            | 0            | 8        | 0      | 2           | 0          |
| D. Sciaudone    | 35       | 1       | 10          | 0          | 3            | 0            | 0            | 0            | 38       | 1      | 10          | 0          |
| G. Sueva        | 17       | 0       | 1           | 0          | 2            | 0            | 0            | 0            | 19       | 0      | 1           | 0          |
| A. Tiritiello   | 23       | 2       | 8           | 2          | 3            | 0            | 1            | 0            | 26       | 2      | 9           | 2          |
| L. Tremolada    | 21       | 5       | 2           | 0          | 0            | 0            | 0            | 0            | 21       | 5      | 2           | 0          |
| M. Trotta       | 18       | 1       | 0           | 0          | 0            | 0            | 0            | 0            | 18       | 1      | 0           | 0          |
| B. Vera         | 21       | 0       | 2           | 0          | 2            | 0            | 0            | 0            | 23       | 0      | 2           | 0          |

## Giovanili

### Organigramma
Primavera
- Allenatore: Emanuele Ferraro
- Allenatore in seconda: Antonello Altamura
- Preparatore atletico: Gianfranco Salerno
- collaboratore preparatore atletico: Giuseppe Ruffolo
- Preparatore dei portieri: Francesco Spigola
- Team Manager: Carmine Porco
- Medico sociale: Vincenzo Martire, Pasquale De Cesare

Area direttiva
- Coordinatore tecnico: Sergio Mezzina[111]
- Responsabile ufficio stampa settore giovanile: Daniele Cianflone

Under-17
- Allenatore: Antonio Gatto, poi Gianluca Garofalo[112].
- Allenatore in seconda: Gianluca Garofalo
- Preparatore atletico: Mirco Fasanella
- Preparatore dei portieri: Andrea Giovanni Marino
- Team manager: Vittorio Binetti
- Medico sociale: Gianfranco Calderaro

Under-15
- Allenatore: Nicola Belmonte
- Allenatore in seconda: Giuseppe Marozzo
- Preparatore atletico: Quinto Stella
- Preparatore dei portieri: Guido Crocco
- Team manager: Guido Martire
- Medico sociale: Carlo Chiodo

Under-16
- Allenatore: Danilo Angotti
- Collaboratore tecnico: Mario Paura
- Preparatore atletico: Carmelo Servidio
- Allenatore dei portieri: Andrea Giovanni Marino
- Team manager: Francesco Emanuel Perna
- Medico sociale: Carlo Chiodo

Under-14
- Allenatore: Vincenzo Perri
- Collaboratore tecnico: Alessandro Fiumara
- Preparatore dei portieri: Guido Crocco
- Team manager: Pasquale Gervasi
- Medico sociale: Carlo Chiodo